# 舊多羅金
51°16′15″N 29°5′23″E / 51.27083°N 29.08972°E
舊多羅金（烏克蘭語：Старий Дорогинь），是烏克蘭北部的村莊，隸屬日托米爾州的科羅斯滕區。該村始建於1545年，面積0.83平方公里，海拔高度139米，2001年人口247，人口密度每平方公里297.23人。